# Виховићи (Калиновик)
Виховићи су насељено мјесто у општини Калиновик, Република Српска, БиХ. Према попису становништва из 1991. у насељу је живјело 114 становника. По подацима пописа из 2013. у насељу је живјело 48 становника.

## Географија
Насељено мјесто Виховићи налази се на крашком терену, на надморској висни 1080-1100 метара.

## Становништво
Према попису становништва из 1991. године, мјесто је имало 114 становника.
| Националност | 1991. |
| Срби         | 59    |
| Муслимани    | 53    |
| Југословени  | 2     |
| Укупно       |       |

| Демографија | Демографија | Демографија |
| Година      | Становника  | Становника  |
| ----------- | ----------- | ----------- |
| 1961.       | 159         |             |
| 1971.       | 165         |             |
| 1981.       | 147         |             |
| 1991.       | 114         |             |
| 2013.       | 48          |             |

## Знамените личности
- Бранко Тошовић, српски лингвиста